# Radio

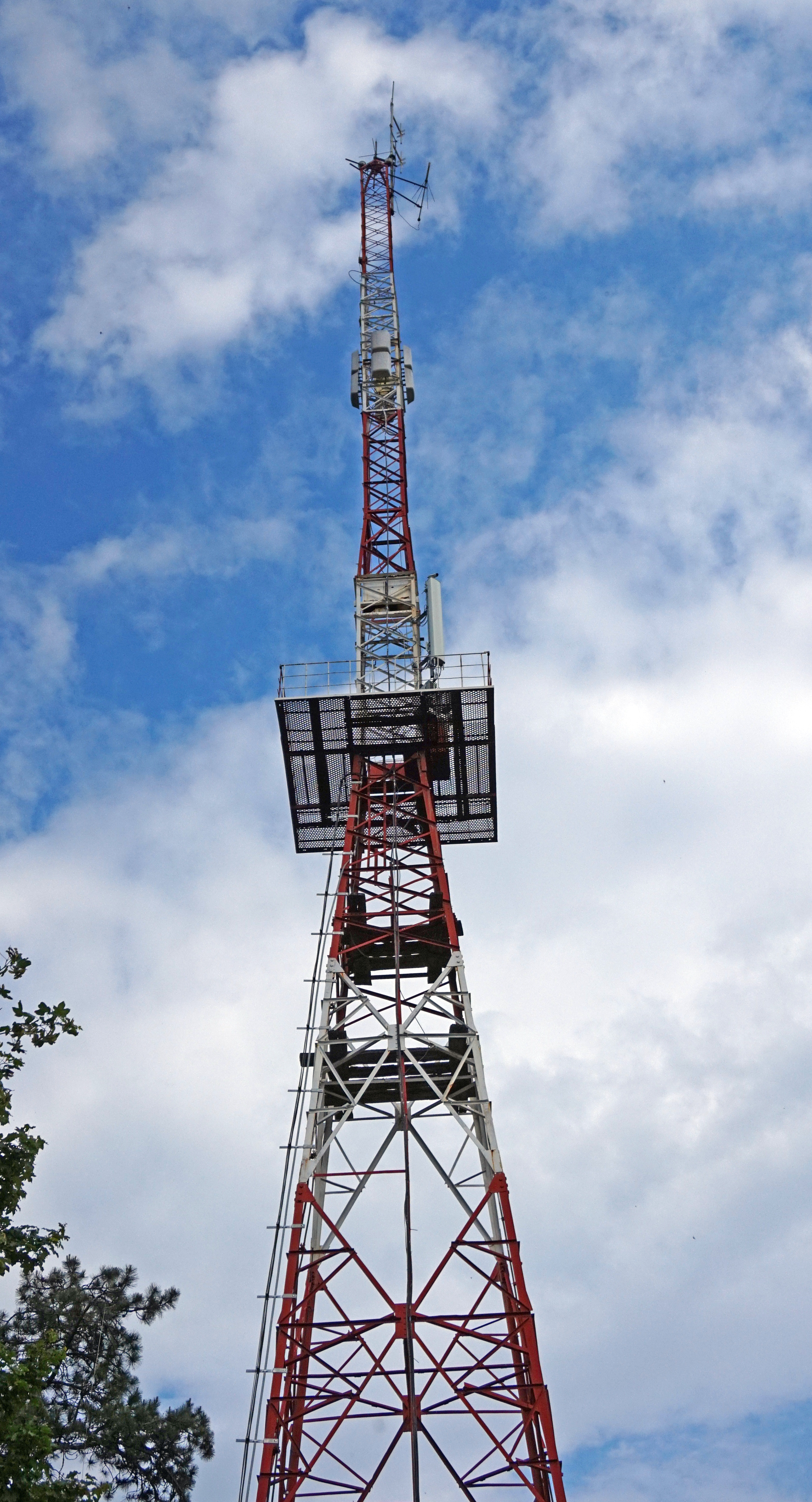
Antene radio

Radio a fost la origine o metodă de transmitere a sunetelor prin unde radio, care prin natura lor sunt unde electromagnetice. Azi se transmit prin radio o largă gamă de semnale diferite, inclusiv imagini mișcătoare și fluxuri enorme de date. 
De foarte multă vreme omul a fost nevoit să transmită informații la distanțe mari. În antichitate semnalele cu ajutorul focului constituiau singura cale de comunicare la mari distanțe; așa s-a aflat de exemplu despre căderea Troiei sau a Ierusalimului.
Existența undelor radio a fost făcută cunoscută publicului larg în special de către Guglielmo Marconi, un inventator italian care activa în Anglia. Fizicianul sârb din America Nikola Tesla a contribuit în mod esențial, pe lângă alți câțiva inventatori, la crearea primului aparat radio (precum și la alte multe invenții din domeniul electrotehnicii). El a construit un sistem care putea transmite și primi semnale radio de la o distanță de aproape 3 km. În 1895 a trimis un semnal radio pentru prima dată; în 1907 el a recepționat prima dată un semnal radio din Canada, și anume semnul "x" din Codul Morse.
Odată cu aceasta a început să se dezvolte telegrafia fără fir și folosirea codului Morse, care au fost foarte importante mai ales pentru comunicarea între nave în cazul unor dezastre pe mare. Primul care a transmis un mesaj vocal prin undele radio a fost Reginald Fessenden în 1900. Nikola Tesla a inceput in 1900 construcția primei stații de emisie de radio, dar din lipsă de fonduri a abandonat ideea. Totuși el este considerat inventatorul ideii de stații radio cu emisiuni.

## Istoria radioului

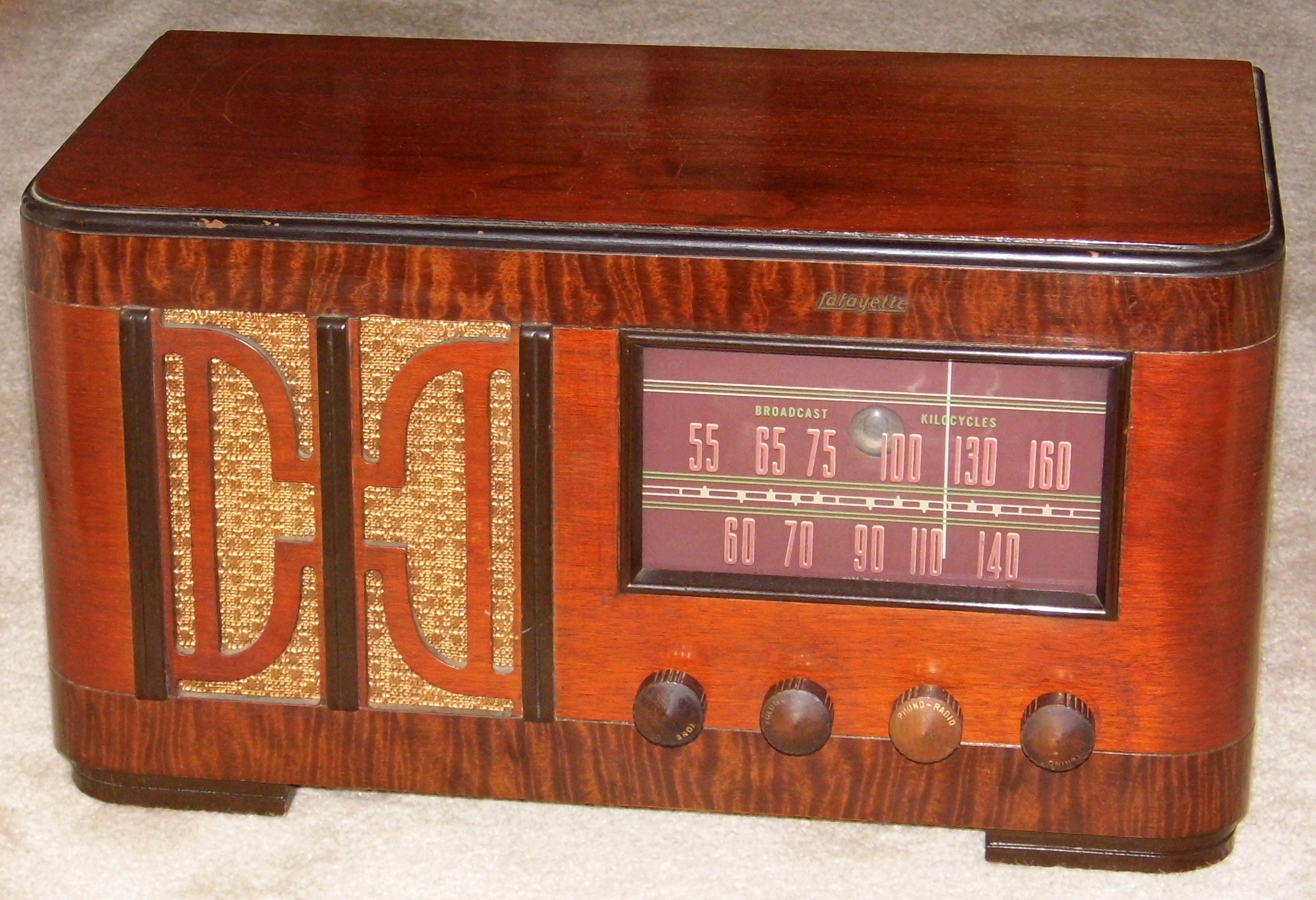
Receptor radio cu tuburi, 1942

Un semnal radio cu amplitudine AM și FM

Două revoluții care au influențat enorm civilizația omenească au fost:
- Revoluția industrială

Revoluția industrială a constituit un salt în modul de a imagina și implementa o invenție, precum de exemplu au fost mașinile (automobilele) pentru deplasare rapidă.
- Revoluția informațională

Revoluția informațională, deși mai puțin cunoscută și recunoscută, a fost foarte importantă. Consecința cea mai importantă a revoluției electronice, a constituit-o apariția radioului. În primii ani de dezvoltare, comunicațiile radio au fost numite telegrafie sau telefonie fără fir, expresii care nu au rezistat în timp, și care au fost înlocuite cu termenul generic radio.

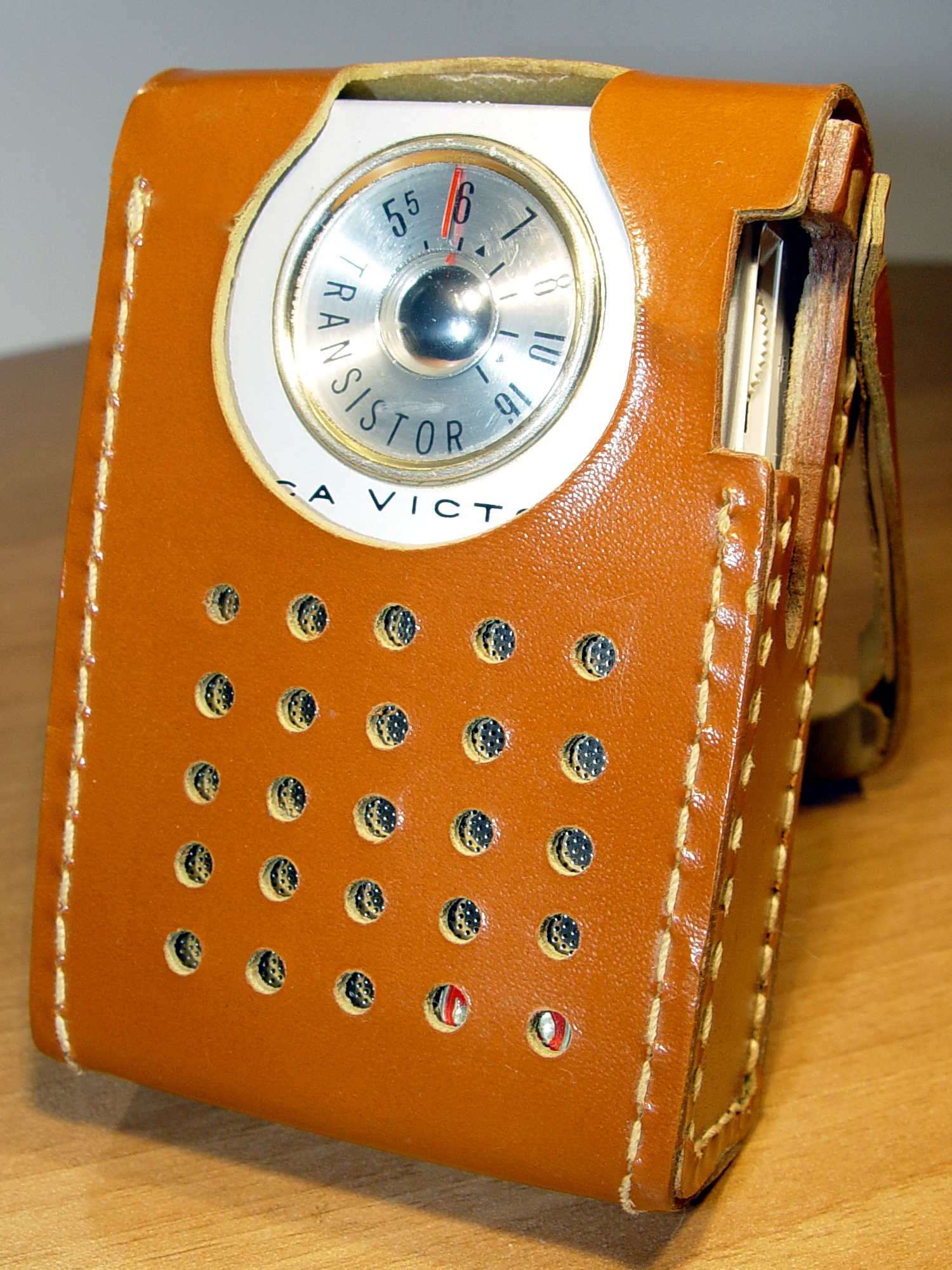
Receptor radio cu 6 tranzistoare, 1960

Cea mai largă folosire a radioului o constituie radiodifuziunea, cu al său caz particular, și de mare amploare televiziunea. Totuși, domeniile principale ale radiocomunicațiilor, inclusiv cele spațiale, îl reprezintă în continuare radiotelegrafia și radiotelefonia. Un subdomeniu de largă prezență în radiodifuziune este constituit de tehnica redării cu înaltă fidelitate a sunetului.
Începuturile radioului s-au cristalizat în urma fenomenelor fizice, în special electrice, cercetate de pionierii acestei ramuri fascinante, cum ar fi Ampère, Gilbert, Volta, Faraday, Maxwell, Kelvin, sau Cavendish. Este unanim admis că primul care a fost în măsură să realizeze o emisie și o recepție de unde radio a fost fizicianul german Heinrich Hertz în 1887, care s-a bazat pe propriile studii de fizică teoretică, la care s-au adăugat cele ale predecesorilor săi în special Maxwell.
Un alt pionier care a contribuit la dezvoltarea radioului, a fost fizicianul rus Aleksandr Stepanovici Popov, cu al său înregistrator de furtună, 1895, care a realizat primele recepții sistematice, fiind și cel căruia i se atribuie inventarea antenei.
Guglielmo Marconi, sistematizând datele de până la el, a oferit lumii, în 1896
primul sistem practic de emisie și recepție bazat pe undele electromagnetice, bazat pe aparatul lui Tesla. Ulterior, în 1943, a fost recunoscută prioritatea savantului Nicolae Tesla asupra acestei invenții (1893)(Tesla: „Marconi e un băiat bun. Lasă-l să continue. Folosește 17 din patentele mele”).
Și totuși… SUA atribuie în 1865-1866 dr. Mahlon Loomis, un dentist din Philadelphia,  realizarea primei transmisiuni fără fir, în statul Virginia de Vest prin eliberarea unui document oficial nr. 129971/30 iulie, și pune problema exploatării comerciale a fenomenului. Acestea au fost chiar înaintea experiențelor lui Hertz, și chiar a celebrului articol al lui Maxwell din revista Philosophical Transactions în anul 1865, care se intitula  “A Dynamical Theory of the Electromagnetic Field”.
În 1843 ia ființă primul serviciu telegrafic prin fir, între Washington, D.C. și Baltimore, după ideea pictorului american Samuel Morse, iar din acel moment nu a mai rămas de făcut decât suprimarea cablului electric, ceea ce s-a și întâmplat câțiva ani mai târziu. În anul 1870 J.C. Maxwell demonstrează matematic existența undelor electromagnetice și posibilitatea acestora de a se propaga cu viteza luminii (300.000 km/s), întărind astfel ipoteza (nouă la vremea ei), că și lumina este tot o oscilație electromagnetică. În sfârșit, Guglielmo Marconi reușește pentru prima dată să transmită o telegramă de 26 de cuvinte între Glacebay Canada și Poldhor
Anglia (3122 km), punând astfel bazele unei realități, radiocomunicațiile.

## Funcționare
Undele sonore sunt transformate de un microfon în impulsuri electrice. Acestea sunt suprapuse pe o undă radio (undă purtătoare), generată de un oscilator. Unda radio combinată (modulată), este difuzată de o antenă montată pe un stâlp de transmisie.
Unda radiodifuzată este detectată de un radioreceptor acordat pe frecvența undei purtătoare. În receptor, impulsurile electrice ale undei sonore sunt separate de cele purtătoare cu ajutorul unui demodulator, amplificate și transformate din nou în unde sonore, de un difuzor.

## Echipament
În realizarea unei transmisii radio intervin două tipuri de echipamente: echipament de emisie și echipament de recepție. 

### Echipament de emisie
Echipamentul de emisie are rolul de a emite în eter informația utilă. Acesta, preia informația de voce sau alta sursă, printr-un microfon, o aplica unui amplificator pentru ai amplifica semnalul, iar apoi semnalul este direcționat către un modulator. Aici are loc un amestec al semnalului util, cu un semnal de radiofrecvență, provenit de la un oscilator local. Din acest etaj, semnalul este injectat în etajul de radiofrecvență și apoi direct în antenă. 

### Echipament de recepție
După ce semnalul a fost astfel transformat în radiație electromagnetică, intervine al doilea tip de echipament, cel mai cunoscut, și anume echipamentul de recepție sau mai pe scurt radioul. Aici, semnalul captat de antena receptorului, este demodulat, și apoi transmis unui amplificator de joasă frecvență. Difuzorul este ultimul element care mai intervine între radioreceptor și urechea umană.
După tipul de modulație al undei electromagnetice, întâlnim două tipuri de modulație. Această frecvență modulatoare este asigurată de oscilatorul local al echipamentului din care face parte. Întâlnim Modulație de amplitudine (AM - din eng. amplitude modulation), și Modulație în frecvență (FM - din eng. frequency modulation).

## Frecvențe radio
Spectrul de frecvențe radio (spectrul radio) reprezintă acea porțiune a spectrului electromagnetic ce cuprinde undele ale căror frecvențe sunt cuprinse între 1 Hz și 3000 GHz.
Conform Regulamentului radiocomunicațiilor al Uniunii Internaționale a Telecomunicațiilor (UIT), spectrul de frecvențe radio se împarte în 12 game de frecvențe:
- ELF - de la 3 Hz la 30 Hz (din eng. extremely low frequency - frecvențe extra joase),
- SLF - de la 30 Hz la 300 Hz (din eng. super low frequency - frecvențe super joase),
- ULF - de la 300 Hz la 3000 Hz (3 kHz) (din eng. ultra low frequency - frecvențe ultra joase),
- VLF - de la 3 kHz la 30 kHz (din eng. very low frequency - frecvențe foarte joase),
- LF - de la 30 kHz la 300 kHz (din eng. low frequency - frecvențe joase),
- MF - de la 300 kHz la 3000 kHz (3 MHz) (din eng. medium frequency - frecvențe medii),
- HF - de la 3 MHz la 30 MHz (din eng. high frequency - frecvențe înalte),
- VHF - de la 30 MHz la 300 MHz (din eng. very high frequency - frecvențe foarte înalte),
- UHF - de la 300 MHz la 3000 MHz (3 GHz) (din eng. ultra high frequency - frecvențe ultra înalte),
- SHF - de la 3 GHz la 30 GHz (din eng. super high frequency - frecvențe super înalte),
- EHF – de la 30 GHz la 300 GHz (din eng. extremely high frequency - frecvențe extra înalte),
- THz sau THF – de la 300 GHz la 3000 GHz (din eng. terahertz sau tremendously high frequency). [1]

## Utilizări ale radioului

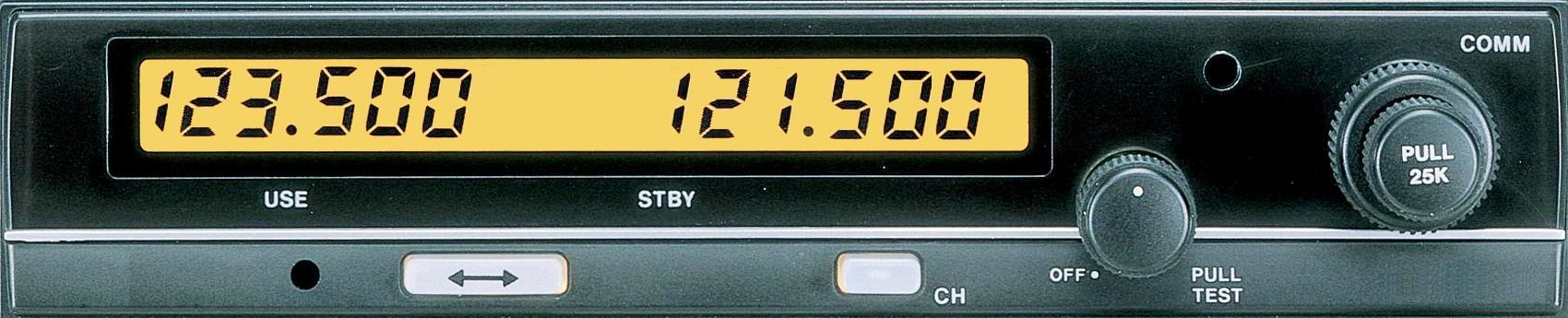
Emițător-receptor radio aeronautic

Cele mai importante și utilizate servicii ale radioului (radiocomunicațiile) sunt: 
- mobil: terestru, mobil maritim și mobil maritim prin satelit, mobil aeronautic și mobil aeronautic prin satelit, mobil terestru prin satelit
- radiodifuziune sonoră și televiziune,
- fix: terestru, prin satelit,
- radiolocație,
- radionavigație maritimă și aeronautică,
- auxiliar meteorologic.

## Radio digital

Logo radio digital

Spre deosebire de radio analog (AM sau FM), radioul digital (numit și radioul numeric) trimite un sunet care este mai întâi scanat și apoi comprimat în funcție de diferitele tehnologii, înainte să fie transmis prin optimizarea lățimii de bandă. 
Acest semnal digital poate fi difuzat în timp real (streaming) sau înregistrat și pus la dispoziție după o anumită perioadă de timp (podcasting). Tehnica numerică de transmisie permite fluxuri audio importante cu debite ce pot atinge până la 1,7 Mbits pe secundă.  
Există două moduri de radiodifuziune digitală: 
- radio pe internet: semnalul este efectuat de către rețelele de Internet. Acesta poate fi primit de la orice terminal conectat la Internet prin orice tip de cititor în funcție de formatul „stream” (MP3, WMA, AAC, Ogg).
- terestru: similar cu televiziunea digitală terestră, păstrează principiul unei frecvențe alocate la postul de radio, dar frecvența este unică la nivel național. Radioul digital terestru, pentru a putea fi recepționat, necesită un radioreceptor capabil sa transforme semnalul digital recepționat în semnal analogic.

Principalele tipuri de transmisiuni digitale radio terestre folosite în prezent sunt DAB (Digital Audio Broadcasting), DRM (Digital Radio Mondiale), SDR (standard pentru radiodifuziune prin satelit) și HD Radio.